# Asle Toje

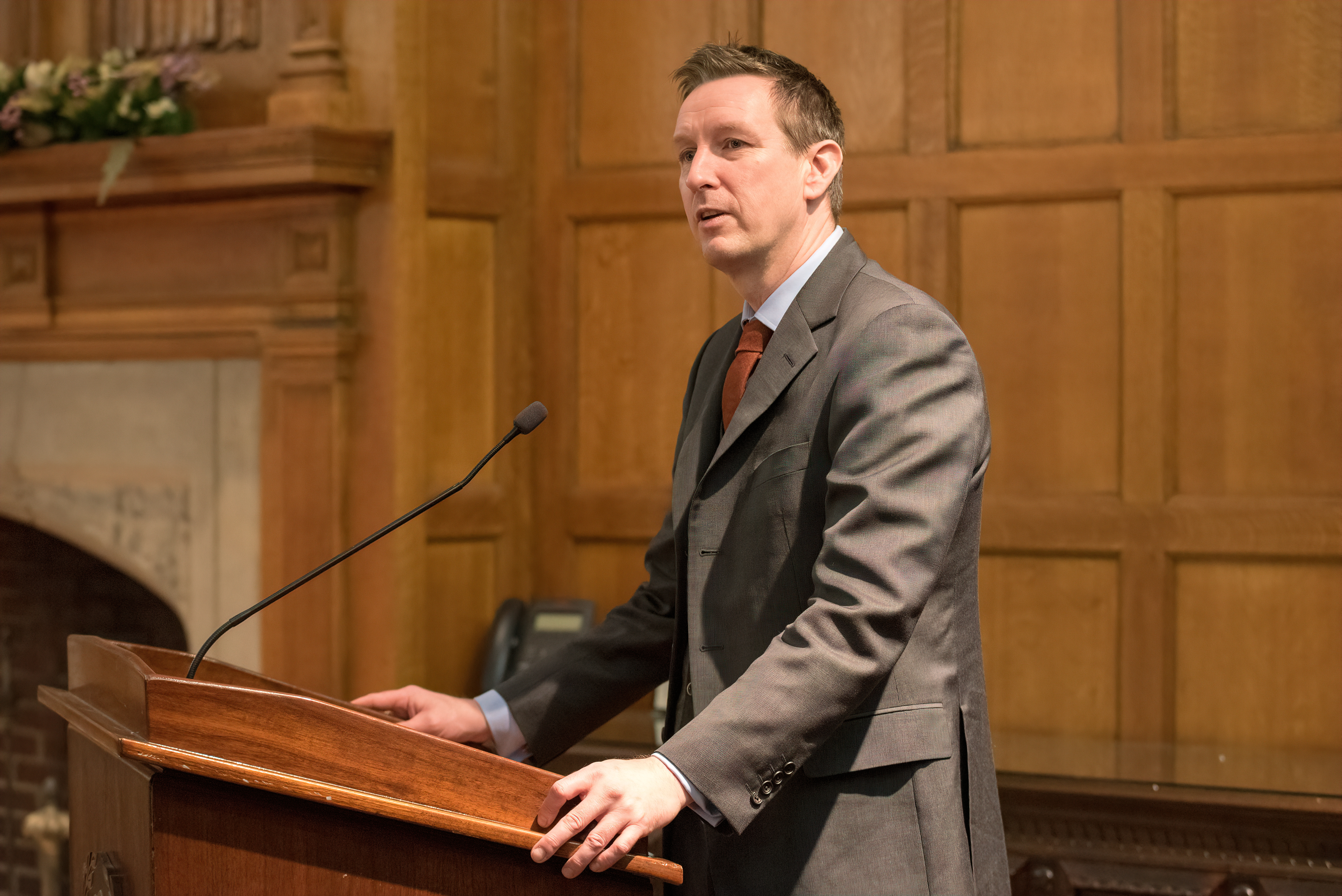
Asle Toje

Asle Toje (* 16. Februar 1974 in Kristiansand) ist ein norwegischer Politikwissenschaftler mit dem Schwerpunkt Außenpolitik und stellvertretender Vorsitzender des Norwegischen Nobelkomitees (2018–2023). Von 2011 bis 2018 war er Forschungsdirektor des Norwegischen Nobelinstituts.
Toje leistet regelmäßig Beiträge zur norwegischen außenpolitischen Debatte in norwegischen Medien, unter anderem als Kolumnist für Dagens Næringsliv, Minerva und Morgenbladet. Toje ist Befürworter des Neoklassischem Realismus und steht in der intellektuellen Tradition von Francis Fukuyama und Kenneth Waltz.

## Wissenschaftliche Laufbahn
Asle Toje wurde an den Universitäten in Oslo und Tromsø ausgebildet und promovierte 2006 in Internationalen Beziehungen am Pembroke College in Cambridge  (Dr. Phil.). Während seiner Zeit in Cambridge arbeitete Toje an drei Hauptforschungsfeldern: Theorie der Internationalen Beziehungen, War Studies und EU-Studien. Seine Dissertation trägt den Titel American Influence on EU Security Policies, 1998–2004.
2004–2005 war Toje Fulbright Fellow an der Columbia University in New York. Es folgten Aufenthalte als Gastwissenschaftler an der Stiftung Wissenschaft und Politik in Berlin (2005), am Institutt for forsvarsstudier (Institut für Verteidigungsstudien) in Oslo (2007–2008) und am European Union Institute for Security Studies in Paris (2008).
Von 2011 bis 2018 war Toje Forschungsdirektor des norwegischen Nobelinstituts. 2018 wurde er auf Vorschlag der Fortschrittspartei in das norwegische Nobelkomitee berufen.

## Privatleben
Asle Toje wuchs in Byremo und Drøbak auf. Er stammt aus einer medizinisch geprägten Familie. Sein Vater, Frode Toje (1944–2014), war praktizierender Arzt und seine Mutter, Eva Toje (* 1944), ist ausgebildete Krankenschwester. Toje ist mit Anne Kristine Lindblad Toje (* 1980) verheiratet. Sie haben drei gemeinsame Kinder.

## Bibliographie
- Gullbrikkespillet: Et Europa i ruiner (Oslo: Dreyers Forlag, 2020) ISBN 978-82-8265-541-5.
- The Causes of Peace: What We Know Now, hrsg. mit Bård Nikolas Vik Steen (Oslo: Nobel Symposium Proceedings, 2019) ISBN 978-1-5445-0504-6.
- Will China's Rise Be Peaceful?: Security, Stability, and Legitimacy (Hg.) (Oxford: Oxford University Press, 2018) ISBN 978-0-19-067539-4.
- Jernburet – Liberalismens krise (Oslo: Dreyers Forlag, 2014) ISBN 978-82-8265-166-0.
- Rødt, Hvitt & Blått – Om demokratiet i Europa (Oslo: Dreyers Forlag, 2012) ISBN 978-82-8265-043-4.
- Neoclassical Realism in European Politics, hrsg. mit Barbara Kunz (Manchester: Manchester University Press, 2012) ISBN 978-0-7190-8352-5.
- The European Union as a small power – after the post Cold War (London: Palgrave/Macmillan, 2010) ISBN 978-0-230-28181-3.
- America, the EU and Strategic Culture: Renegotiating the Transatlantic Bargain (London: Routledge, 2008) ISBN 978-0-415-49033-7.